# Siebenfreund család
A Siebenfreud család (olykor Siebenfreund) a történelem folyamán többször is feltűnik. Először a 16.században kerül egyik tagja említésre, később a hennebergi grófság Meiningen városában, mint német hivatalnoki család. A név Magyarországon az 1700-as évek első felében jelent meg, amikor Siebenfreud Kristóf Vilmos (Christoph Wilhelm) Széleskúton telepedett le, és Pálffy Miklós főerdészmestere lett, később a vöröskői várban élt családjával.

## A család története
A család első említett tagja a 16. században Sebastian Siebenfreund alkímikus. Egy szegény drezdai kendőkészítő Sabastian fia, aki a század első negyedében született. Siebenfreund fiatalon egy gazdag lengyel nemes szolgálatába állt, akivel több országot is bejárt. Miután ura Olaszországban elhunyt, Sebastiant egy Ferences rendi kolostorba vették fel Verónában, ahol több évet szolgált. Az elbeszélések szerint egy öreg szerzetes megtanította neki a fémátváltoztatás módszerét és átadta neki az örök élet titkát. Ezt követően a mai Lengyelország területére Oliwába távozott és folytatta kutatásait. Miután pár évvel később csodaporával megmentette egy haldokló ember életét társai gyilkosságot terveztek ellene, hogy megszerezzék a feljegyzéseit. Siebenfreundot a 16. század közepén több tőrszúrással meggyilkolták, kabátját levették és testét a város vizesárkába dobták. Feljegyzései, amik a kabátja belső zsebében voltak, megteltek vérrel és esővízzel, így használhatatlanná váltak. Gyilkosai között ott volt Leonhard Thurneysser zum Thurn, aki János György brandenburgi választófejedelem személyes orvos volt.

### Türingia

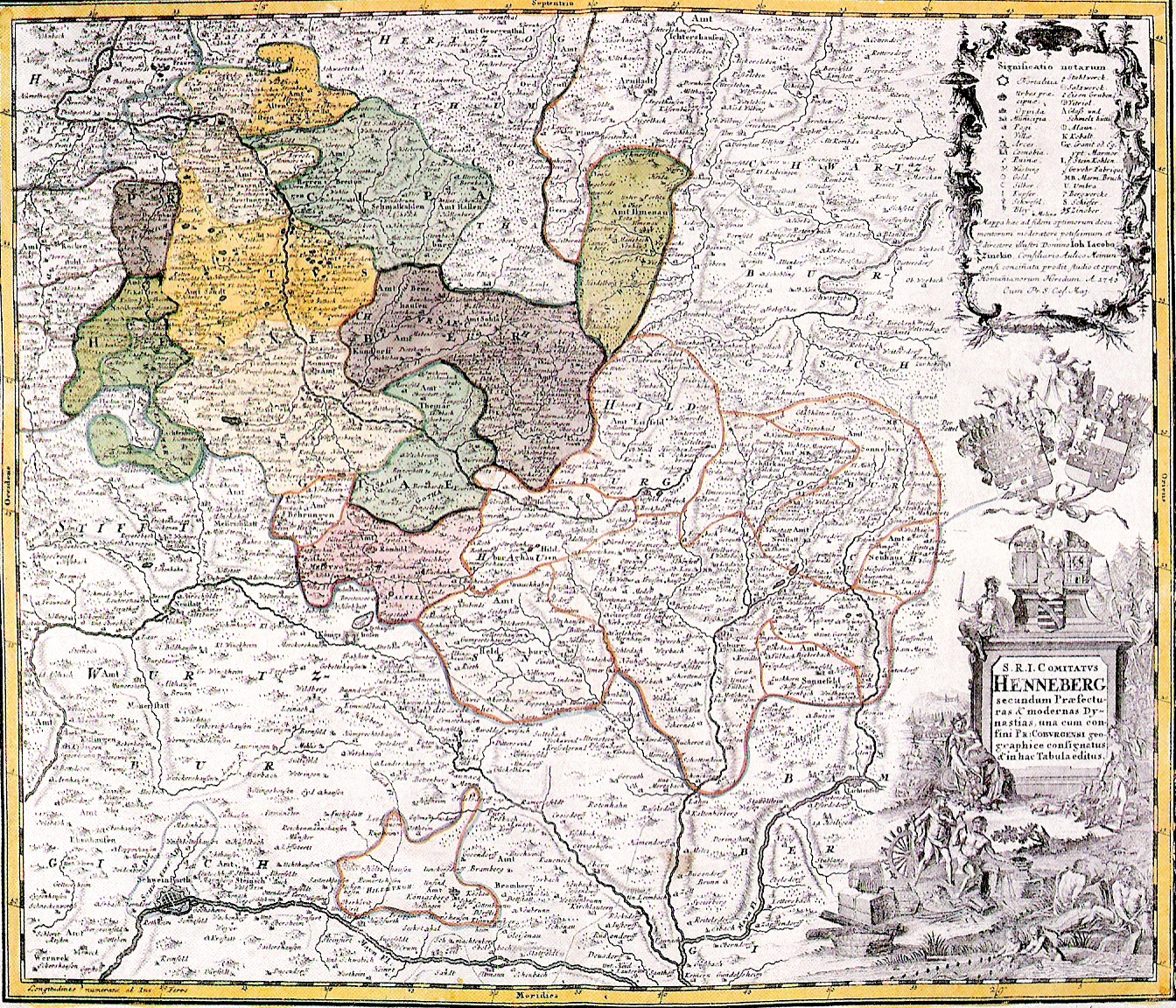
A hennebergi grófság egy későbbi térképen

A Siebenfreud család története, a németországi Türingia területén, egybeégett a boszorkányüldözéssel. 1582-ben Niclas Siebenfreudot a hennebergi gróf helytartójává nevezték ki és ezzel a boszorkányperek vezetésével is megbízták. 1595 és 1612 között Siebenfreud listát vezetett az ítéletekről, amit könyvbe is foglalt. Ebből kivehető, hogy hivatali ideje alatt 144 ember esett a boszorkányperek áldozatául. Niclas 1617-ig volt hatalmon, őt fia Wolfgang követte 1636-ig.
Wolfgang fia, Jacob Wolfgang 1614-ben született Meiningenben felesége Maria Kirchner volt. Valószínűleg róla szól a heinersreuthi Siebenfreund Sage.

### A heinersreuthi Siebenfreund legenda
A legenda szerint Siebenfreud Jakob a város hivatalnoka és erdésze a kivágott fákat saját hasznára eladta, de mivel a gróf megsejtette a csalást kérdőre vonta Siebenfreudot, aki a helyi parasztokat és szabókat hibáztatta az esetért. Ettől fogva a város lakosai nem léphettek be az erdőbe, ami Siebenfreudnak megkönnyítette a dolgát, ha valakit mégis azon kapott, hogy fát gyűjt a kutyáit uszította rá. De Siebenfreud nem csak az erdők felett uralkodott, hanem városi bíró is volt, a legenda szerint az is nagy örömöt okozott neki, ha valakit akasztófára juttathatott.
Aztán egyszer megérkezett a hír, hogy a rettegett úr meghalt. A kastélykertből indultak volna a koporsóval a temetőbe, de amikor a kocsis a lovak közé csapott, azok meg sem mozdultak. Ekkor egy hangos kacagás hallatszott a kastély ablakából, amire mindenki odakapta a fejét és megpillantotta a Siebenfreud elszürkült arcát. Erre egy erdész felugrott a koporsóra kinyitotta annak tetejét, de csak egy söprűt talált benne. Az emberek összenéztek és azt mondták, még köztünk jár.
Siebenfreud szelleme ezt követően még többször is feltűnt a környéken és sok más ember haláláért is felelőssé tették a helyiek.

### 18. század
A család a korai kor történései után az erdő urából az erdők szolgájává vált. Az 1700-as évek első felében feltűnik Siebenfreud Kristóf, először a türingia-i unterneubrunni erdő, majd a Bécs közeli gießhübli erdő főerdésze. Siebenfreud ezt követően állt Pállfy Miklós szolgálatába és honosította meg a családját magyar földön. Schäffer Sabina Christinával házasodott és 4 gyermekük született.
- Albertina Henrietta, házasodott Lendershamer Ferdinánddal modori városi lakatosmesterrel.
- Ádám, Pállfy Miklós és később utódja Pálffy János (nádor) fővadászmestere és tanácsadója
- Johanna Kunigunda, házasodott a pozsonyi Richter Mátyással
- Vilma, házasodott Jurenák Andrással széleskúti kereskedővel, így ő a Jurenák család három ismert ágának ősanyja.

Siebenfreud Ádám halála után fia, Béla lépett Pállfy János  szolgálatába, aki vadászatokat és más rendezvényeket szervezett a nádornak és erdészeti témákban tanácsokkal látta el az ország vezetőjét.
Ekkor Béla és családja már a vöröskői vár lakosai közé tartoztak és nagy megbecsülésben volt részük. Béla gyermekei neveltetésére nagy hangsúlyt fektetett.

### Leszármazottai
- János (1808-1866) megnyitotta Párizs első német gyógyszertárát[9] és gyümölcstermesztéssel foglalkozott, Európa szerte elismert kertész volt és szinte minden Nyugat-Európai ország kertész szövetkezetének tiszteletbeli tagja. Fia Béla királyi törvényszéki elnök.[10]
- Henrik, a kir. és császári mariabrunni Erdészeti Főiskola hallgatója[11]
- Krisztina, férje Déván Károly. Gyermekeik közül Károly, belügyminiszter-i alkalmazott, Róbert, királyi főerdész, Otto királyi főügyész, akinek fia Déván István, magyar olimpikon
- Arthur Rezső, szomolányi vadászmester, fia a 16. huszárezred cs. kir. főhadnagya[12]
- Johanna, férje Jurenák Anton pozsonyi kereskedő
- Karolína
- Eduárd a kir. és császári mariabrunni Erdészeti Főiskola hallgatója[11]

A Siebenfreud család leszármazottai elszórtan a világ több táján megtalálhatóak, de főként Németországban, Szlovákiában és Magyarországon élnek napjainkban. Hazánkban a kommunizmus, a Felvidéken a Beneš-dekrétumok fosztották meg a családot vagyonuktól.